# Bernard Makuza
Bernard Makuza (* 30. září 1961) je současný premiér Rwandy. Do své funkce byl zvolen 8. března 2000. Před svým zvolením byl členem Demokratického republikánského hnutí (anglicky Democratic Republican Movement) než byla tato strana obviněna z podporování genocidy. Makuza tuto stranu opustil krátce před svým jmenováním do funkce premiéra a nyní tvrdí, že k žádné straně nepatří.
Bernard Makuza dříve zastával pozici rwandského velvyslance v Burundi a poté krátce velvyslance v Německu. Předsedou vlády byl jmenován tehdejším prezidentem Pasteurem Bizimunguem po rezignaci předchozího premiéra Piérra-Célestina Rwigema. Ten byl často kritizován poslanci i tiskem.